# 印度大麻
印度大麻（學名：Cannabis indica），俗称籼稻大麻，是大麻屬下的一個品種，學者對於它是否是一種獨立物種，尚有爭議，目前多被視為是尋常大麻（Cannabis sativa）的亚种，甚至只是一個栽培品系，連亞種、變種都不是。
莖、葉與花含有豐富的四氫大麻酚（THC），可用於醫學與娛樂性藥物使用。

## 歷史
Indica源自於興都庫什山脈。1785年，法國博物學家讓-巴蒂斯特·拉馬克根據在印度收集到的大麻標本，將它命名為印度大麻（Cannabis indica）。
1976年加拿大學者Ernest Small分析收集到的各種大麻品種，認為尋常大麻與印度大麻原是同一物種，但經過人類育種而成為不同品系，而莠草大麻為人工種植大麻回復野外後而產生的另一品系。

## 药用与娱乐用
使用indica普遍会有困倦、眼红、食欲增强的感受。由于此类感受并无兴奋感。所以经常有人误认为此类感觉是大麻二酚（CBD）的作用，从而误认为indica的CBD含量高于THC含量。但实际上此类感受是四氢大麻酚（THC）的麻醉作用。相比同样含有高THC的娱乐用sativa的思维活跃、健谈等体验，实是因为萜烯当中的月桂烯含量差异，indica的月桂烯含量相比较sativa而言高出很多，所以会造成两类大麻植株的巨大差异。